# Padilla de Abajo
Padilla de Abajo ist ein Ort und eine Gemeinde (municipio) mit 67 Einwohnern (Stand: 2024) in der Provinz Burgos in der nordspanischen Autonomen Region Kastilien-León. Die Gemeinde gehört zur Comarca Odra-Pisuerga.

## Lage
Padilla de Abajo liegt in der kastilischen Hochebene (meseta) in einer Höhe von etwa 800 Metern ü. d. M. und etwa 55 Kilometer in westnordwestlicher Entfernung von der Stadt Burgos. Durch die Gemeinde führt die Autovía A-231.
Historisch führte die Via XXXIV („Ab Asturica Burdigalam“) durch die Gemeinde und repräsentiert heute noch eine Variante des Jakobswegs – daher auch die spanische Bezeichnung „Camino a Santiago Vía Aquitania“.

## Bevölkerungsentwicklung
| Jahr      | 1970 | 1981 | 1991 | 2001 | 2011 | 2021 |
| Einwohner | 248  | 158  | 122  | 103  | 96   | 75   |

## Wirtschaft
Die Region ist seit Jahrhunderten wesentlich von der Landwirtschaft geprägt; die Bewohner früherer Zeiten lebten hauptsächlich als Selbstversorger, aber auch Handwerk und Kleinhandel spielten eine Rolle. Ein Schwerpunkt lag auf der Anzucht von Bäumen aller Art, die letztlich in ganz Zentralspanien angepflanzt wurden.

## Sehenswürdigkeiten
- Iglesia de Santos Juanes
- Kreuzstele
- Einsiedelei Unser Lieben Frau von Torreón (Ermita de Nuestra Señora del Torreón)
- Rathaus

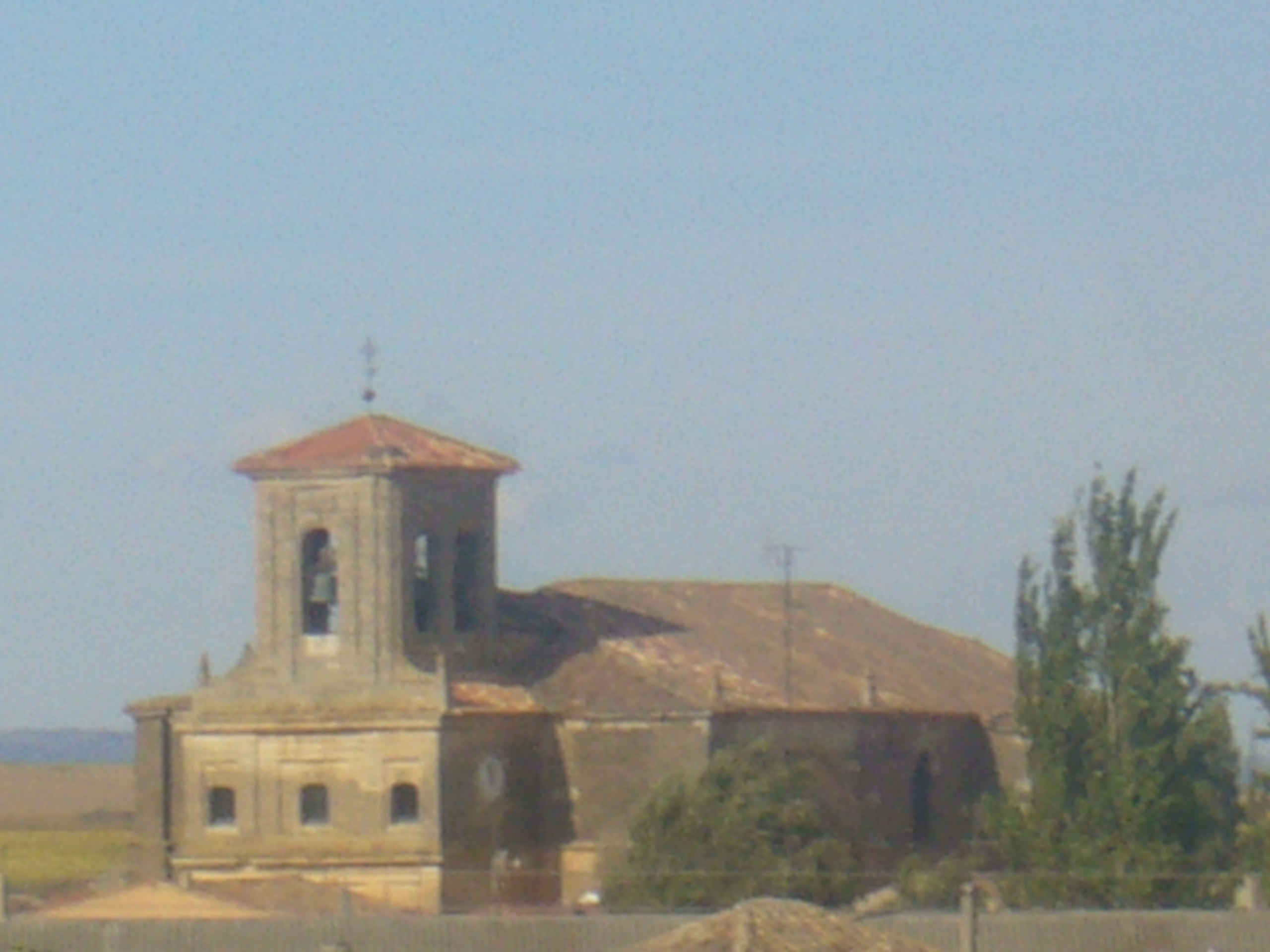
Iglesia de Santos Juanes
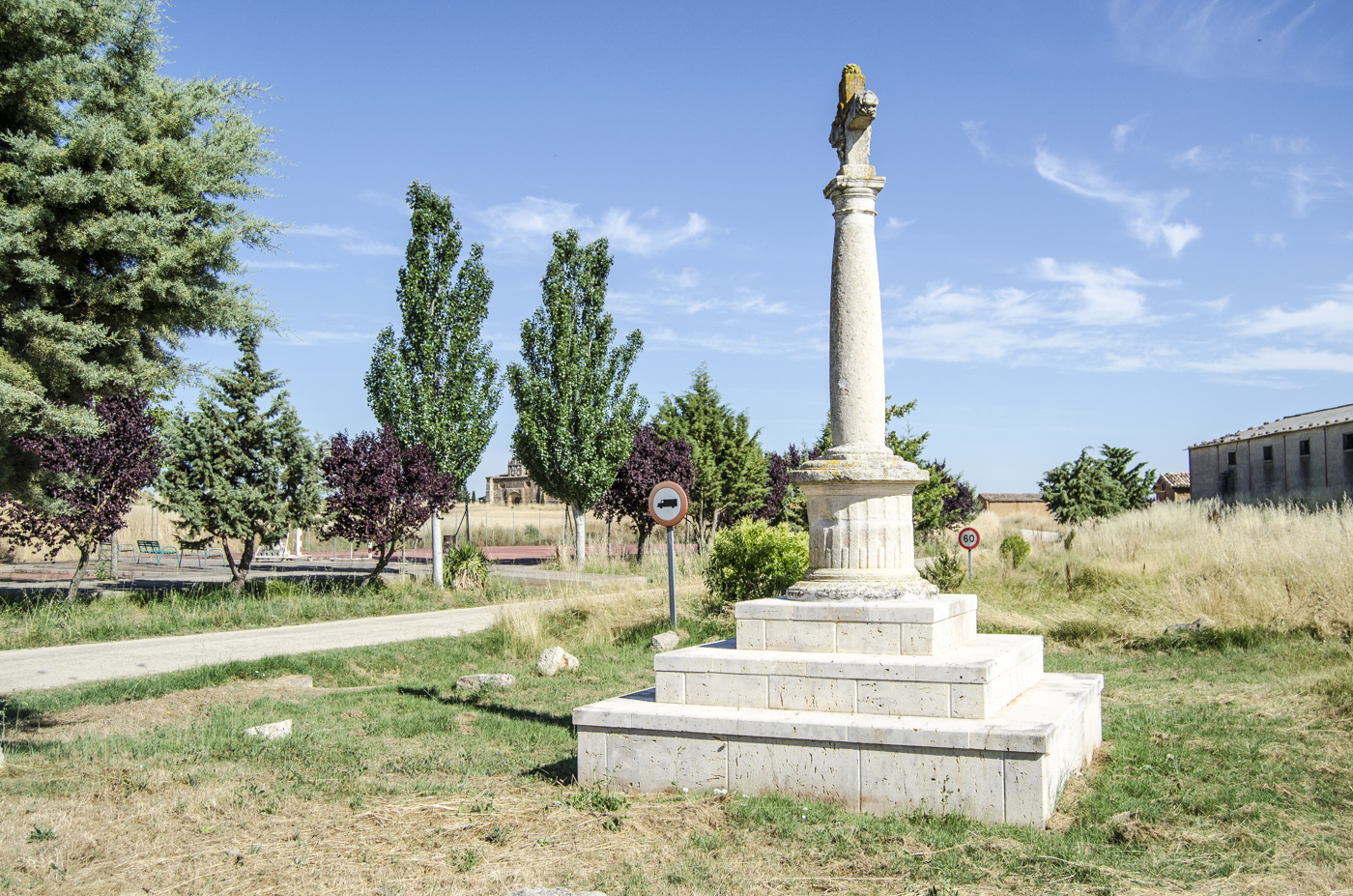
Kreuzstele
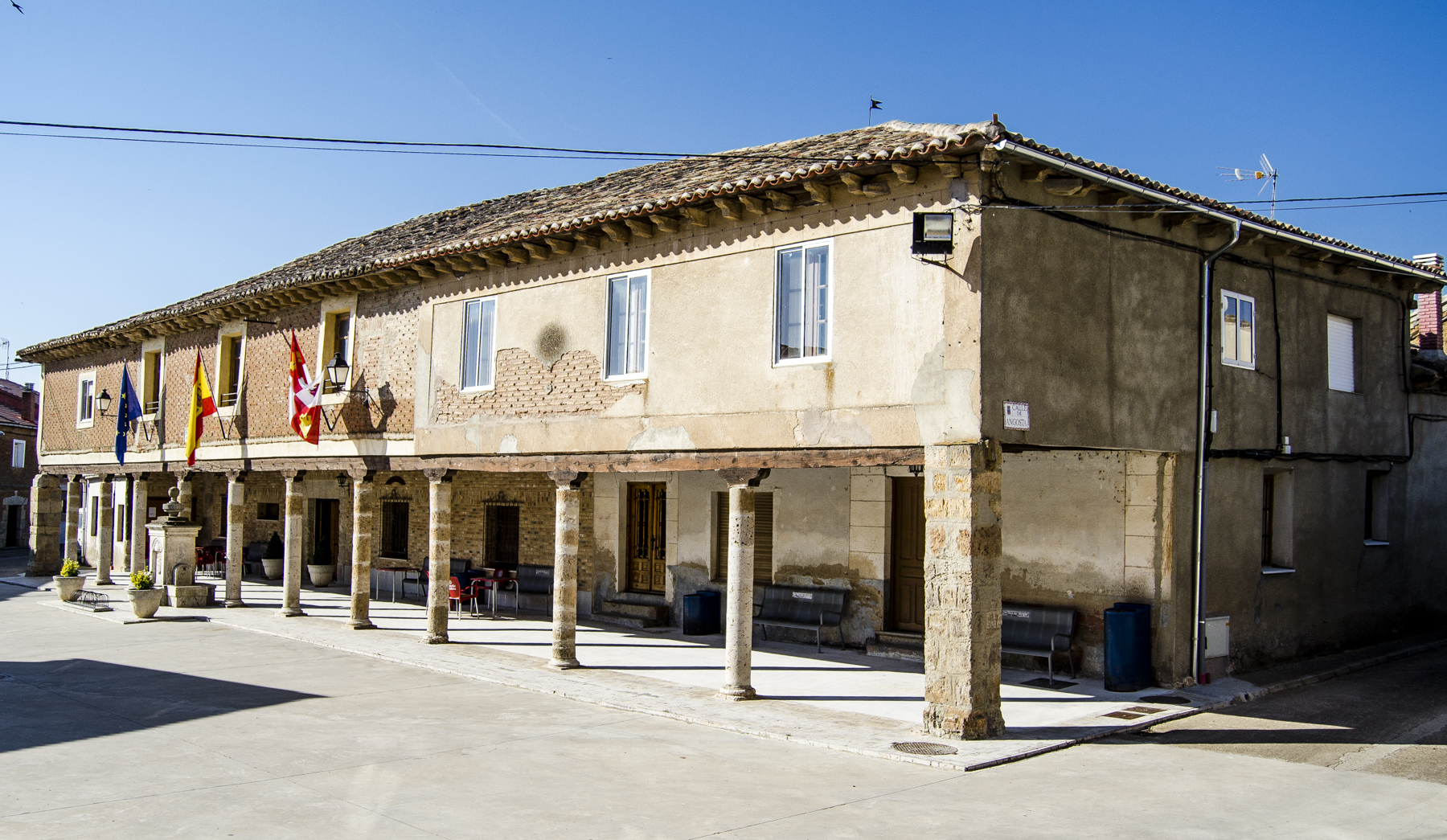
Rathaus